# لحلاف
لحلاف (به عربی: لحلاف) یک شهرداری در الجزایر است که در استان غلیزان واقع شده‌است.